# Joshua Compston
Joshua Richard Compston (* 1. Juni 1970 in Putney, London Borough of Wandsworth, England; † 5. März 1996 in London, England) war  ein englischer Galerist.

## Leben
Compston war der Sohn eines Richters. Er besuchte die St. Edward’s School (Oxford), bevor er an das Londoner Courtauld Institute of Art ging. Dort schloss er seine Studien 1992 ab und gründete seine Galerie, Factual Nonsense. Diese befand sich in Hoxton im East End von London in der Charlotte Road.
Zu den Künstlern der Galerie Compstons zählten einige der Young British Artists, so auch Tracey Emin. Auf dem Hoxton Square veranstaltete er jährlich ein Künstlerfest. Er starb an einer Überdosis Ether. An seiner Beerdigung nahmen einige Hundert der bedeutendsten Vertreter der damaligen Londoner Kunstszene teil. Sein Sarg war von seinen Künstlerfreunden Gary Hume und Gavin Turk bemalt worden.